# Palaestrida flabellicornis
Palaestrida flabellicornis es una especie de coleóptero de la familia Meloidae.

## Distribución geográfica
Habita en Queensland (Australia).